# العلاقات الأسترالية الشمال مقدونية
العلاقات الأسترالية الشمال مقدونية هي العلاقات الثنائية التي تجمع بين أستراليا وشمال مقدونيا.

## مقارنة بين البلدين
هذه مقارنة عامة ومرجعية للدولتين:
| وجه المقارنة                                              | أستراليا                                   | شمال مقدونيا                                               |
| --------------------------------------------------------- | ------------------------------------------ | ---------------------------------------------------------- |
| المساحة (كم2)                                             | 7.69 مليون                                 | 25.71 ألف                                                  |
| عدد السكان (نسمة)                                         | 24.51 مليون                                | 2.08 مليون                                                 |
| الكثافة السكانية (ن./كم²)                                 | 3.19                                       | 80.9                                                       |
| العاصمة                                                   | كانبرا، ملبورن                             | إسكوبية                                                    |
| اللغة الرسمية                                             | لغة إنجليزية                               | اللغة المقدونية، اللغة الألبانية                           |
| العملة                                                    | دولار أسترالي، جنيه إسترليني، جنيه أسترالي | دينار مقدوني                                               |
| الناتج المحلي الإجمالي (بليون دولار)                      | 1.32 تريليون                               | 11.34 مليار                                                |
| الناتج المحلي الإجمالي (تعادل القوة الشرائية) بليون دولار | 1.10 تريليون                               | 29.26 مليار                                                |
| الناتج المحلي الإجمالي الاسمي للفرد دولار أمريكي          | 56.31 ألف                                  | 4.85 ألف                                                   |
| الناتج المحلي الإجمالي للفرد دولار أمريكي                 | 45.92 ألف                                  | 16.25 ألف                                                  |
| مؤشر التنمية البشرية                                      | 0.939                                      | 0.747                                                      |
| رمز المكالمات الدولي                                      | +61                                        | +389                                                       |
| رمز الإنترنت                                              | .au                                        | .mk                                                        |
| المنطقة الزمنية                                           |                                            | توقيت وسط أوروبا، ت ع م+01:00، ت ع م+02:00، أوروبا/سكوبيه ‏ |

## مدن متوأمة
في ما يلي قائمة باتفاقيات التوأمة بين مدن أسترالية وشمال مقدونية:
- ترتبط روكديل مع بيتولا باتفاقية توأمة.
- ترتبط ولونغونغ مع أوخريد باتفاقية توأمة.

## منظمات دولية مشتركة
يشترك البلدان في عضوية مجموعة من المنظمات الدولية، منها:
| علم المنظمة | اسم المنظمة                               | تاريخ انضمام أستراليا | تاريخ انضمام شمال مقدونيا |
| ----------- | ----------------------------------------- | --------------------- | ------------------------- |
|             | يونسكو                                    | 4 نوفمبر 1946         | 28 يونيو 1993             |
|             | مؤسسة التمويل الدولية                     | 20 يوليو 1956         | 25 فبراير 1993            |
|             | المركز الدولي لتسوية المنازعات الاستشارية | 1 يونيو 1991          | 26 نوفمبر 1998            |
|             | منظمة حظر الأسلحة الكيميائية              | ?                     | ?                         |
|             | مؤسسة التنمية الدولية                     | 24 سبتمبر 1960        | 25 فبراير 1993            |
|             | منظمة التجارة العالمية                    | ?                     | ?                         |
|             | وكالة ضمان الاستثمار متعدد الأطراف        | 10 فبراير 1999        | 19 مارس 1993              |
|             | الاتحاد البريدي العالمي                   | ?                     | ?                         |
|             | منظمة الشرطة الجنائية الدولية             | ?                     | ?                         |
|             | الأمم المتحدة                             | 1 نوفمبر 1945         | 8 أبريل 1993              |
|             | الاتحاد الدولي للاتصالات                  | 27 مايو 1878          | 4 مايو 1993               |
|             | البنك الدولي للإنشاء والتعمير             | 5 أغسطس 1947          | 25 فبراير 1993            |

## وصلات خارجية
- موقع وزارة الخارجية الأسترالية